# Milieukartering
Een milieukartering is het resultaat van een inventarisatie in een gebied, waarbij is vastgesteld uit welke componenten het gebied is samengesteld, zoals  bodemtypen, landvormen, fauna, flora, plantengemeenschappen (vegetaties), ecotopen en landschapselementen, eventueel gecombineerd met een beoordeling van de natuurwaarden en de ecologische kwetsbaarheid. 
Een milieukartering levert een  kartering van de bodem en de levensgemeenschappen in een bepaald gebied en een kartografische weergave daarvan. Een milieukartering houdt vaak ook nog een fysisch-geografisch onderzoek in. De resultaten van een milieukartering worden in kaarten weergegeven, zoals kaarten met landvormen, met vegetatietypen en met vogelgroepen (zoals weidevogels, moerasvogels, bosvogels, kweldervogels). Daarbij behoort een toelichting op de kaarten met een beoordeling.
Kaarten van het betreffende gebied zijn dan onder andere:
- Bodemkaart een kaart die informatie geeft over eigenschappen van de bodem, zoals de geschiktheid van de bodem voor verschillende functies
- Fysisch-geografische kaart met de landvormen van het gebied
- Vegetatiekaart: de in kaart gebrachte ecotopen en plantengemeenschappen van het gebied
- De epifytenwoestijnen, in verband met de luchtvervuiling door Jan Barkman gekarteerd en herhaald in de zeventiger jaren door de Werkgroep Herkartering Epifyten in Nederland (WHEN)[1][2]
- Vogelinventarisatie: het in kaart brengen van de vogels en hun status in het gebied